# Resolução 94 do Conselho de Segurança das Nações Unidas

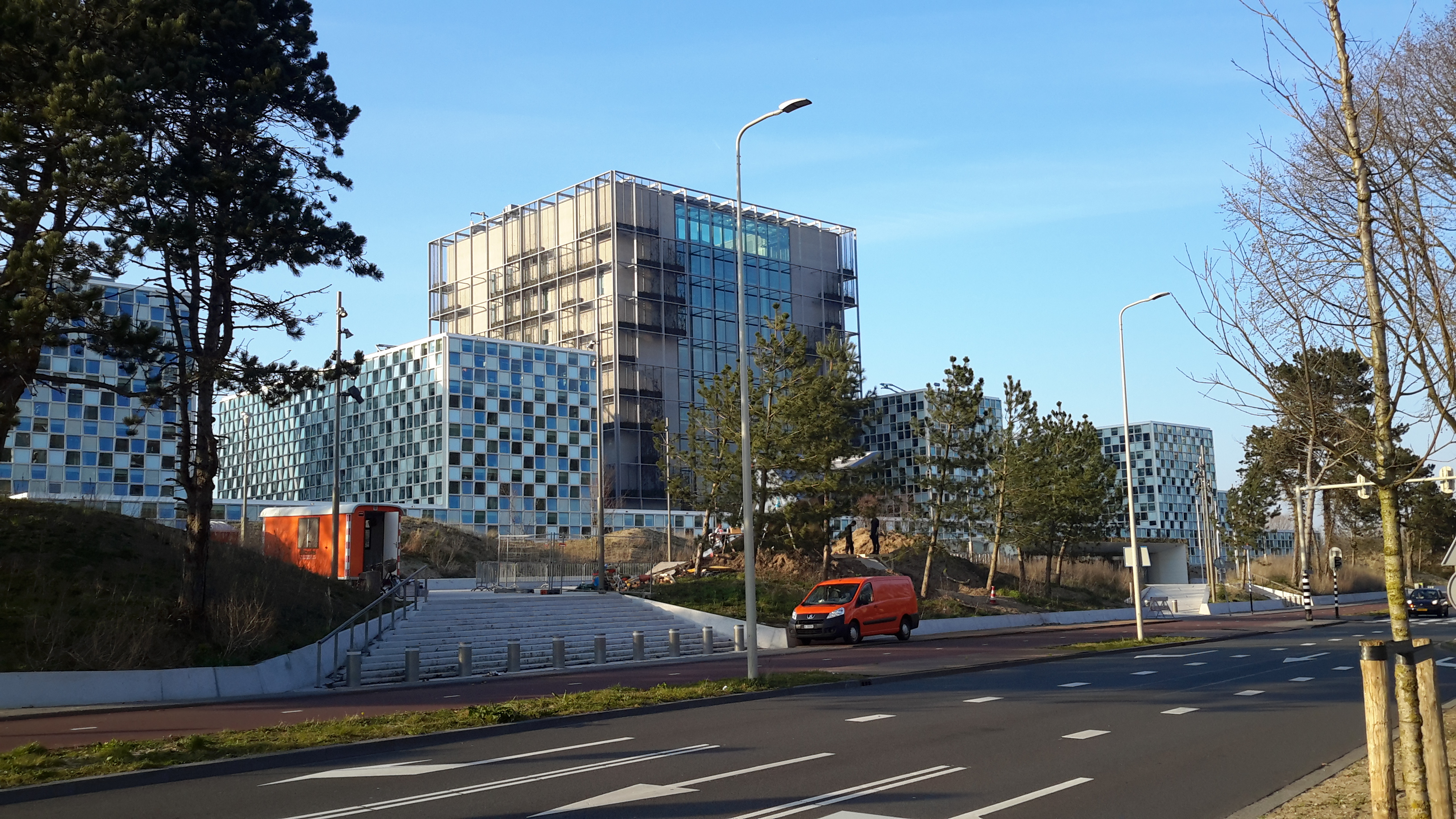
International Criminal Court, The Hague, Netherlands
Resolução 94 do Conselho de Segurança das Nações Unidas, foi aprovada em 29 de maio de 1951, notou com pesar a morte do juiz do Tribunal Internacional de Justiça José Philadelpho de Barros e Azevedo, em 7 de maio de 1951, e decidiu que a eleição para ocupar a vaga deve ocorrer durante a sexta sessão da Assembléia Geral. O Conselho decidiu ainda que esta eleição deve ocorrer antes da eleição regular, que era para ser realizada na mesma sessão para preencher as cinco vagas que estavam a ocorrer devido à expiração em 5 de fevereiro de 1952 de cinco dos membros.
Foi aprovada por unanimidade.